# Greg Vaughan

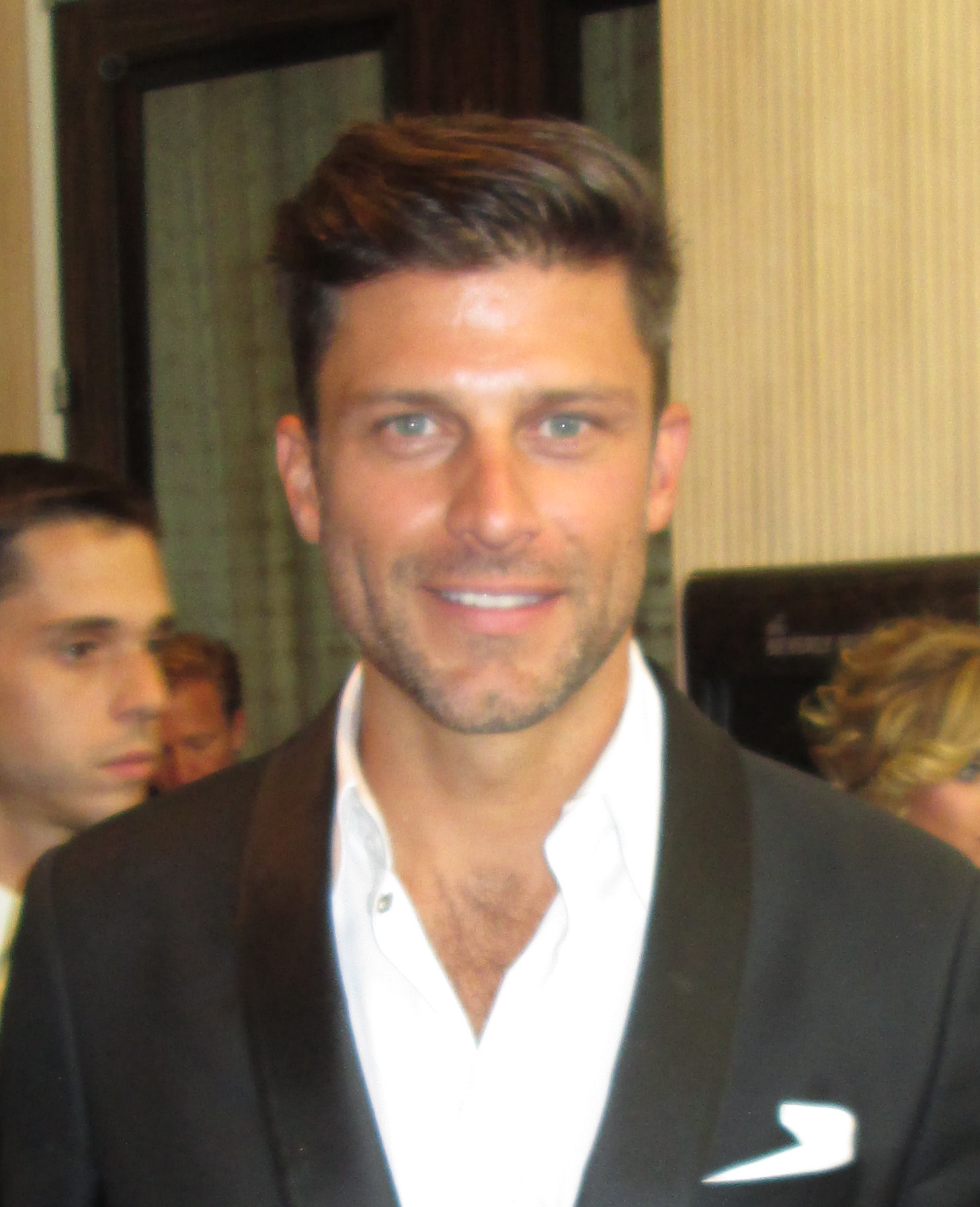
Greg Vaughan 2014 bei den Daytime Emmys

James Gregory Vaughan Jr. (* 15. Juni 1973 in Dallas, Texas, USA) ist ein US-amerikanischer Schauspieler und ehemaliges Model.
Vaughan wurde in Dallas, Texas geboren und wuchs auch dort auf. Schon kurz nach seinem High-School-Abschluss modelte er in Italien für den Designer Giorgio Armani. Im Anschluss daran auch für Ralph Lauren, Banana Republic, Tommy Hilfiger und Gianni Versace.
Von 2003 bis 2009 spielte Vaughn in der Seifenoper General Hospital die Rolle des Lucky Spencer; 2009 übernahm der ursprüngliche Darsteller des Lucky Spencer, Jonathan Jackson, die Rolle wieder.
Vaughan war von 2006 bis 2014 mit der niederländischen Schauspielerin Touriya Haoud verheiratet. Die drei Söhne des Paares wurden 2007, 2010 und 2012 geboren. Am 14. April 2014 verkündeten die beiden ihre Scheidung. Die drei Kinder wohnten weiterhin mit ihrem Vater in den USA, während ihre Mutter zurück in die Niederlande zog. Am 26. Dezember 2019 verkündete Greg Vaughan seine Verlobung mit der Schauspielerin Angie Harmon.

## Filmografie (Auswahl)
- 1996: Baywatch – Die Rettungsschwimmer von Malibu (Baywatch, Fernsehserie, Folge 6.11)
- 1996: Malibu Beach (Malibu Shores, Fernsehserie, 10 Folgen)
- 1996–1997: Beverly Hills, 90210 (Fernsehserie, 6 Folgen)
- 1997: No Small Ways
- 1997: Buffy – Im Bann der Dämonen (Buffy the Vampire Slayer, Fernsehserie, Folge 2.5)
- 1997: Poison Ivy – The New Seduction (Poison Ivy: The New Seduction)
- 1998: Stuart Bliss
- 1998: The Love Boat: The Next Wave (Fernsehserie, Folge 1.4)
- 1998: Mortal Kombat: Conquest (Fernsehserie, Folge 1.7)
- 1998: Pacific Blue – Die Strandpolizei (Pacific Blue, Fernsehserie, Folge 4.11)
- 1998: Kinder des Zorns 5 – Feld des Terrors (Children of the Corn V: Fields of Terror)
- 1999: Student Affairs (Fernsehfilm)
- 1999: Legacy (Fernsehserie, Folge 10)
- 1999: Casualty (Fernsehserie, Folge 14.4)
- 1999–2000: Charmed – Zauberhafte Hexen (Charmed, Fernsehserie, 18 Folgen)
- 2000: Nash Bridges (Fernsehserie, Folge 6.3)
- 2002: For Mature Audiences Only (Kurzfilm)
- 2002: Will & Grace (Fernsehserie, Folge 4.14)
- 2002: Sabrina – Total Verhext! (Sabrina, the Teenage Witch, Fernsehserie, Folge 6.14)
- 2002: Glory Days (Fernsehserie, Folge 1.0)
- 2002–2003: Schatten der Leidenschaft (The Young and the Restless, Fernsehserie, 12 Folgen)
- 2003–2009: General Hospital (Fernsehserie, 602 Folgen)
- 2003: Still Standing (Fernsehserie, Folge 1.14)
- 2010: 90210 (Fernsehserie, 3 Folgen)
- seit 2012: Zeit der Sehnsucht (Days of Our Lives, Fernsehserie)
- 2013: Suche Mitbewohner, biete Familie (Second Chances)
- 2016–2019: Queen Sugar (Fernsehserie, 18 Folgen)
- 2017: Immer wieder Valentinstag (Valentine's Again)
- 2017: A Very Country Christmas (Fernsehfilm)
- 2019: A Very Christmas Wedding (Fernsehfilm)